# Čchi-tchaj-che
Čchi-tchaj-che (čínsky pchin-jinem Qītáihé, znaky 七台河) je městská prefektura v Čínské lidové republice. Leží v provincii Chej-lung-ťiang v severovýchodní Číně. V roce 2020 v něm na ploše pět a půl tisíce kilometrů čtverečných žilo necelých sedm set tisíc obyvatel.
Město se začalo rozvíjet od roku 1958 v souvislosti s těžbou uhlí.

## Správní členění
Městská prefektura Čchi-tchaj-che se člení na čtyři celky okresní úrovně, a sice tři městské obvody a jeden okres.
| Sin-sing Tchao-šan Čchie-c’-che okres · Po-li |          |                       |                       |             |                                         |
| Název                                         | Název    | Počet obyvatel (2010) | Počet obyvatel (2020) | Rozloha km² | Hustota zalidnění (obyv. na km²) (2020) |
| český přepis                                  | znaky    | Počet obyvatel (2010) | Počet obyvatel (2020) | Rozloha km² | Hustota zalidnění (obyv. na km²) (2020) |
| Městské obvody                                |          |                       |                       |             |                                         |
| Sin-sing                                      | 新兴区   | 236 768               | 158 418               | 1 665       | 95                                      |
| Tchao-šan                                     | 桃山区   | 230 293               | 204 111               | 74          | 2 761                                   |
| Čchie-c’-che                                  | 茄子河区 | 153 926               | 127 499               | 1 325       | 96                                      |
| Okres                                         |          |                       |                       |             |                                         |
| Po-li                                         | 勃利县   | 299 484               | 199 583               | 2 392       | 83                                      |
|                                               |          |                       |                       |             |                                         |
| Celkem                                        | Celkem   | 920 471               | 689 611               | 5 456       | 126                                     |

## Partnerská města
- Arťom, Rusko (14. září 2004)
- Jeungpyeong County, Jižní Korea (16. červen 2013)